# Kirk Ackerman
Kirk Ackerman (ur. 24 kwietnia 1990) – kanadyjski zapaśnik walczący w stylu wolnym. Brązowy medalista mistrzostw Wspólnoty Narodów w 2011 roku.